# Северо-Западная Италия

Северо-Западная Италия на карте страны

Северо-Западная Италия (итал. Italia nord-occidentale, Nord-Ovest) — макрорегион Италии, одна из пяти официальных групп регионов Национального института статистики Италии (ISTAT). Евростат, статистическая служба Европейского Союза, присвоил этой территориальной единице NUTS первый уровень. Кроме того, она является одним из округов Европейского парламента.

## Состав
Северо-Западная Италия объединяет четыре из двадцати регионов Италии:
| Регион        | Столица | Население |
| ------------- | ------- | --------- |
| Валле д'Аоста | Аоста   | 127 988   |
| Лигурия       | Генуя   | 1 563 581 |
| Ломбардия     | Милан   | 9 847 717 |
| Пьемонт       | Турин   | 4 415 745 |

Совокупная площадь этой группы регионов — 57 931 км², население (конец 2013 года) — 16 130 725 человек. Наибольший по населению город — Милан (1,321 млн человек).

## Особенности
Исторически, основную часть Северо-Западной Италии до объединения в единое итальянское государство занимала континентальная часть Сардинского королевства под управлением савойской династии, а также Миланское герцогство и — в своей западной части — Ломбардо-Венецианское королевство. Ярким эпизодом общеевропейской средневековой истории стала Генуэзская республика, талассократическая экспансия которой привела к образованию средиземноморских колоний вплоть до Северного Причерноморья.
Именно с Северо-Запада Италии во второй половине XIX века началась индустриализация страны, здесь находится главный промышленный треугольник Италии Милан-Турин-Генуя. Даже сегодня Северо-Запад даёт около трети ВВП и потому привлекает больше иммигрантов, чем остальные группы регионов Италии.